# 아시에르 델 오르노
아시에르 델 오르노(Asier del Horno)는 스페인의 전 축구 선수이다. 1999년 아틀레틱 빌바오 입단으로 데뷔하였다. 첼시 FC, 독일 월드컵 스페인 국가대표, 발렌시아 CF를 거쳐 2012년 레반테 UD 선수로 활약했다.